# Mramorování (maso)

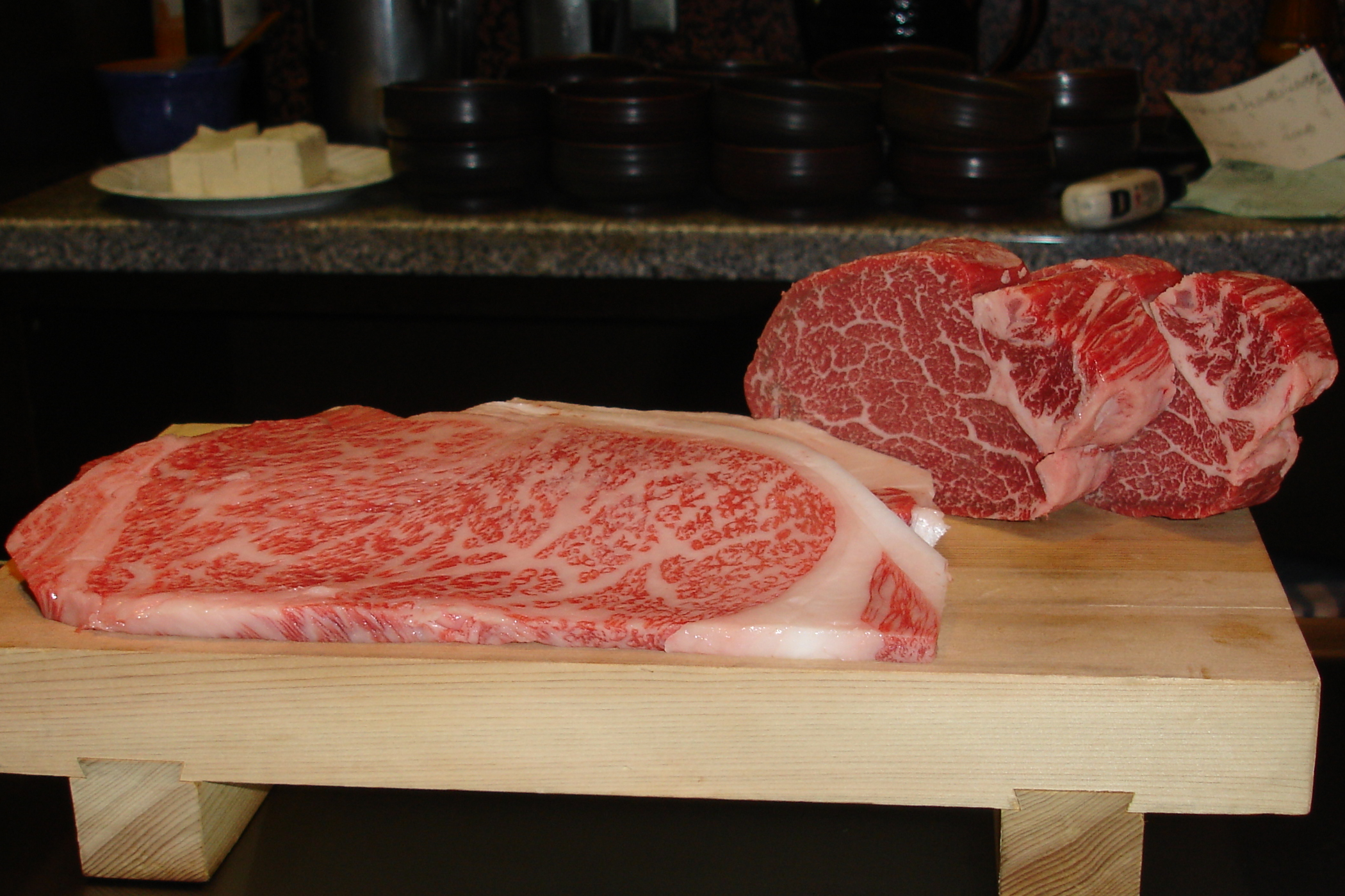
Mramorování hovězího masa

Pojem mramorování v chovu hospodářských zvířat a v masném průmyslu se vztahuje k rozložení intramuskulárního tuku ve svalovině. Tento termín se používá hlavně v případě červeného masa, zejména hovězího. Vzhledem k barevným rozdílům mezi tukovou a svalovou tkání se vytváří viditelný vzor, který připomíná mramor.
Stupeň mramorování se u jednotlivých plemen skotu liší. Obzvláště výrazné mramorování vykazuje maso pocházející od plemen aberdeen-anguský skot, Murray Grey a anglický krátkorohý skot. Zvláštní postavení v tomto ohledu zaujímá skot plemene Wagyu, který vykazuje obzvláště intenzivní mramorování díky staletím šlechtění.
Tuková tkáň se obecně nachází jak ve vrstvě na mase, tak i v celé svalovině. I když je tato vrstva na mase ve většině případů nežádoucí, mramorování je naopak žádoucí, protože maso je díky němu obzvláště aromatické, šťavnaté a křehké.

## Stupně mramorování
Stupně mramorování se obvykle měří pomocí japonských standardů, tzv. stupňů mramorování, s celkem dvanácti stupni mramorování. Hovězí maso pocházející z USA může na této japonské škále dosáhnout maximálně stupně 5, zatímco japonské hovězí maso plemene Wagyu dosahuje úrovně 12. V USA se pro klasifikaci mramorování používají názvy místo čísel (abundant, moderate, slight). Dalšími hodnotícími kritérii pro japonské hovězí maso je barva masa, barva a kvalita tuku a pevnost masa.